# Ignazio Behnam II Benni
Ignazio Behnam II, nato Behnam Benni (Mosul, 14 agosto 1831 – Mosul, 13 settembre 1897), è stato arcieparca di Mosul e decimo patriarca della Chiesa sira.

## Biografia
Nato a Mosul il 14 agosto 1831, Behnam Benni compì i suoi studi nel collegio di Propaganda Fide a Roma dove nel 1856 ottenne il dottorato in teologia. L'8 marzo ed il 16 marzo 1856 ricevette gli ordini sacri del diaconato e del presbiterato.
I suoi primi anni di Mosul sono stati rattristati dalla lotta con i siro-ortodossi per il possesso delle chiese della città. Nel 1870 Benni era a Roma per partecipare al Concilio Vaticano I, dove, in opposizione al patriarca melchita Gregorio II Youssef, fu favorevole ad uniformare la disciplina ecclesiastica in Oriente e in Occidente e alla infallibilità papale. È stato uno dei redattori principali del testo approvato dal sinodo di Charfet del 1888 che rese obbligatorio il celibato del clero nella Chiesa sira.
Alla morte del patriarca Ignazio Giorgio V Chelhot, in quanto presule più anziano, fu nominato amministratore del patriarcato. Il 12 ottobre 1893 è stato eletto all'unanimità patriarca; confermato tramite il telegrafo il giorno stesso da papa Leone XIII, venne intronizzato il 15 ottobre successivo. Fu confermato ufficialmente dal Papa nel concistoro del 18 maggio 1894. Mardin e Mosul furono le sue sedi patriarcali.
Nel 1894 Behnam Benni e il patriarca melchita Gregorio II Youssef si recarono a Roma su invito di Leone XIII per una conferenza sulle Chiese Orientali Cattoliche, che portò alla pubblicazione dell'Orientalium dignitas del 30 novembre 1894, che confermava il ruolo e l'autonomia delle Chiese Orientali Cattoliche.
Assieme a Joseph David, è stato l'autore del libro La tradizione della Chiesa siriaca di Antiochia circa il primato e le prerogative di San Pietro e dei suoi successori i Romani Pontefici, pubblicato in inglese a Londra nel 1871.
Morì a Mosul il 13 settembre 1897.

## Genealogia episcopale e successione apostolica
La genealogia episcopale è:
- Patriarca Ignazio Matteo Benham
- Patriarca Ignazio Giorgio V Sayar
- Patriarca Ignazio Antonio I Samheri
- Patriarca Ignazio Behnam II Benni

La successione apostolica è:
- Arcivescovo Jean-Clément Mamarbachi (1892)
- Arcivescovo Athanase Ignace Nuri (1895)